# 保定駅
保定駅（ほていえき）は、中華人民共和国河北省保定市北市区裕華路に位置する中国国鉄北京鉄路局が管轄する駅である。

## 所属路線
- 中国国鉄
  - 京広線：北京駅より152km、北京西駅より146km、広州駅まで2148km
  - 保満線：神星駅終点まで35km

## 駅構造
- 単式ホーム2面、島式ホーム6面の地上駅である。

## 利用状況
各種別を含め毎日120本余りの列車が発着する。

## 歴史
- 1899年 - 保定府駅として開業した[2]。
- 1937年 - 清苑県駅に改名した[2][3]。
- 日中戦争時 - 保定駅に改名した[2]。
- 1997年 - 保満線の旅客輸送が停止された[4]。
- 1998年5月 - 改築工事を開始[4]。
- 1999年9月 - 改築工事終了[4]。
- 2009年 - 拡張改造工事の計画が決定した[5]。

## 隣の駅
中国国鉄
京広線
漕河駅 - 保定駅 -  于家荘駅
保満線
満城駅 - 保定駅
津保線
徐水駅 - 保定駅